# Paweł Buchalik
Paweł Buchalik (ur. 8 września 1922 w Gotartowicach, zm. 27 lipca 1942 tamże) – jeden z założycieli Polskiej Tajnej Organizacji Powstańczej, działającej na terenie powiatu rybnickiego. Podczas okupacji nazistowskiej, został skazany przez sąd na śmierć przez powieszenie. Zginął w pokazowej egzekucji.
Był synem Józefa i Marii z d. Reclik. Harcerz XIII Drużyny Harcerzy im. Witolda Regera w Gotartowicach – zastępowy. Od początku okupacji hitlerowskiej działał w ruchu oporu w sztabie kierowniczym PTOP, kierował akcją pomocy dla rodzin uwięzionych Polaków (zasiłki pieniężne, karty żywnościowe i odzieżowe – zdobywane nielegalnie w urzędach). W wyniku częściowego rozpracowania struktur organizacji przez gestapo, aresztowany w nocy z dnia 22 na 23 maja 1942 r., przetransportowany był do Auschwitz-Birkenau. Dnia 27 lipca 1942 r. przewieziony został wraz z Franciszkiem Buchalikiem do Gotartowic i tam powieszony w publicznej egzekucji.